# Цифрови медии
Цифровият носител (среща се още и като дигитална медия) е носител, на който информацията се съхранява в цифров вид, тоест колекция от цифрови записи. Например файл със снимка на вашия компютър е цифров носител, но фотографският филм не е цифров носител.
Предимство на този носител е във възможността за компактното съхранение, работа с компютърен софтуер и лесно свързване към компютър, без да е необходима примерна карта и способността да предава по интернет и домашна компютърна мрежа. Всъщност Уикипедия сама по себе си е цифрова медия на енциклопедия, първоначално отпечатвана върху книги, но този термин обикновено се отнася до три основни типа:
- Изображения – във формати GIF, JPEG, PNG, TIFF и други, които обикновено идват от цифров фотоапарат, скенер или софтуер за графично редактиране.
- Музика – MP3 формат Ogg WAV ASF.
- Видео – Предлага се от AVI или MP4 или MPEG-2 видеокамери или VOD филми във формати DIVX XVID MKV и софтуер за заснемане на PVR телевизор или за редактиране на филми. Вижте повече във видеото.

Дигитални медии („формати за представяне на информация“), каквито са цифрово аудио, цифрово видео и др. могат да бъдат създадени, пренасочени и разпространени чрез цифрови машини за обработка на информация. Цифровите медии търпят голяма промяна в сравнение с аналоговите.

## Примери
Следващият списък от цифрови медии се основава по-скоро на техническите им характеристики. Други гледни точки могат да доведат до различно разпределение.
- Мобилни телефони
- Компакт дискове
- Цифрово видео
- Телевизори
- Е-книги
- Интернет
- Видео игри
- Е-търговия
- Игрови конзоли
- Компютри
- Интерактивна медиа

## Изкуство
Дигитално изкуство е всяко едно изкуство, при което, компютрите участват в производството или показването на произведенията. Такова изкуство може да бъде изображение, звук, анимация, видео, CD-ROM, DVD-ROM, видеоигри, уеб сайт. Сега, много от традиционните дисциплини са въвели цифровите технологии и в резултат на това, границата между традиционните произведения и новите медийни произведения, създадени посредством компютри е размита. Например, един художник може да съчетава традиционната живопис с алгоритъм на изкуство и други цифрови технологии. Често самата среда е разглеждана като изкуство. Въпреки това, този вид изкуство започва да се среща в художествените музеи под формата на експонати.
В миналото създателите на комикси като цяло предпочитали да скицират с молив преди да повторят рисунката с туш, използвайки химикалки и четки. Илюстраторите в списанията често работели с туш, акрил или маслени бои. Към днешна дата, голяма част от хората на изкуството създават дигитални произведения на изкуството.
Художниците, занимаващи се с цифрово изкуство, правят това, с което векове наред хората на изкуството са се занимавали, използвайки и приемайки културата за създаване на художествените образи. Създадената по този начин култура се отразява, както върху изкуството, така и върху персоналния образ на художниците. Така нашата култура става все по-дигитализирана, художниците, занимаващи се с цифрово изкуство са начело в изследването и определянето на тази нова култура. Цифровите художници използват средство, което почти изцяло е нематериално, чиято информация описва цвета и яркостта на всеки отделен пиксел на екрана на компютъра. Като цяло чрез изображението, състоящо се от чиста светлина се осъществява обратната връзка, казваща на художника какво е направено и едновременно запаметено на хард диска интерфейси, съответстващи на широкото разнообразие от четки, обективи и други инструменти, които традиционните художници използват, за да оформят произведенията си.
Цифровото изкуство е създадено и запаметено в нематериална форма в паметта на компютърните системи и може да бъде направено физически под формата на хартиена разпечатка или някакво друга отпечатана форма. В допълнение, цифровото изкуство може да бъде споделено и оценено директно върху екрана на компютъра в създадена галерия или едновременно във всяка точка на земното кълбо чрез достъп до Интернет мрежа. Бидейки нематериално, дигиталното изкуство има своите предимства и с изобретяването на висококачествени разпечатващи цифрови техники, които могат също да бъдат произвеждани и предлагани на пазара.

## Допълнителна информация
- Момчилова, Мария (2015), Конвергенция на комуникационните платформи: кросмедия – трансмедия – омнимедия, Научна конференция на Русенски университет „Ангел Кънчев“, Том 54, Серия 5.2, стр. 191 – 196.
- Тодоров, Александър Б. (2010), Дигитална конвергенция: развитие и икономически проблеми, Научна конференция на Русенски университет „Ангел Кънчев“, Том 49, Серия 5.1, стр. 183 – 187.
- Coy, Wolfgang (2005): Analog/Digital. In: Warnke, Martin et al. (2005): Hyperkult II – Zur Ortsbestimmung analoguer und digitaler Medien (in German), Bielefeld: transcript Verlag, ISBN 3-89942-274-0
- Nelson, Ted (1990): Literary Machines, Sausalito: Mindful Press.
- Pflüger, Jörg (2005): Wo die Quantität in Qualität umschlägt. In: Warnke, Martin et al. (2005): Hyperkult II – Zur Ortsbestimmung analoguer und digitaler Medien (in German), Bielefeld: transcript Verlag, ISBN 3-89942-274-0